# De deux roses l'une
De deux roses l'une est un roman historique français de Juliette Benzoni paru en 1997 aux éditions Bartillat.